# Zune
Zune（ズーン）はマイクロソフトが開発し販売した携帯音楽プレーヤー、およびそれを販売するブランドの名称。2006年11月14日に米国で販売開始されたが、2011年10月に開発中止と生産終了が発表された
。日本で販売されることはなかった。

## 概要
第1世代の機器は東芝が製造を請け負っていた。東芝のgigabeat Sに近い製品であった。第2世代はシンガポールのフレクトロニクス社が製造した。
米国外で発売されたのはカナダのみで、ヨーロッパや日本など北米以外の地域で発売されることはなかった。
発売以来、米国では概ねポータブルオーディオプレーヤーの10%前後のシェアを獲得し、iPodに次ぐ第2位を確保したがiPodには大きく引き離され牙城を崩すには至らなかった。
Zune Marketplaceという専用オンラインストアで音楽・ビデオを購入することができた。Zune Passという契約期間中は音楽を何曲でも定額でダウンロードできるサービスがあった。また、新品でZuneを購入すると本体裏に自分の好きなテキストや好きなアーティストが手がけたイラストをレーザー刻印してくれるサービスを行っていた。
なお、2010年にマイクロソフトが発表したスマートフォン『KIN』, Windows Phone シリーズにおいても、Zune Marketplace等のサービスが利用出来た。

## 主な仕様
Zuneには2006年に発売されたZune 30、2007年10月2日に発表されたZune 80とフラッシュメモリを搭載したZune 8及びZune 4があった。内蔵のラジオでは日本、アメリカ、ヨーロッパでの使用が可能。XNAで作ったゲーム、アプリケーションをZuneに取り込み遊んだり使用することができる。ポータブルハードディスクとしての使用は不可。ファームウェア2.2からインタフェース言語にフランス語、スペイン語が追加された。2008年の9月16日に配布されたバージョン3.0のアップデートにより本体に時計機能、ラジオでの曲購入、キーロック機能、インターネットへの無線接続が可能になった。XNAでのゲーム終了後に再起動してしまう問題も改善された。なお、ソフトウエアも改善され様々な情報の表示が可能なMIXVIEWの機能が付加された。曲名等の日本語表示はできず、日本語の文字は□で表示される。Zune HDは曲情報等の日本語表示が可能となっている。

### ゲーム、アプリケーション
Zune boardsのサイトにて様々なゲームやアプリケーションが公開された。ゲームではXNAで製作したrunning man（駆け抜けシューティングゲーム）やSIR TET（ZUNE版テトリス）等があった。
Zune boardsのサイトにはアプリケーションも置かれていた。これもXNAを使ったもの。数は少ないが、時計機能、アラーム機能、ストップウオッチ、カレンダー、Wi-Fiを使った簡易メッセンジャーがあった。
バージョン3.0に本体をアップデートするとゲームのプリセットにXboxでお馴染みのHEXICとカジノゲームがインストールされる。

## 歴代ラインナップ

### Zune 30
- 発売日：2006年11月14日
- サイズ：11.2 x 6.1 x 1.4 cm, 重量：158.8 g
- HDD：30 GB
- ディスプレイ：3.0インチQVGA液晶
- Wi-Fi搭載（Zune同士で画像や曲の交換をする際に使用される・但し送られてきた曲は3回再生するか3日経過すると聞けなくなる仕様）
- FMラジオ搭載
- Xbox 360との連携
- 対応音声フォーマット：MP3, WMA, AAC
- 対応動画フォーマット：WMV, H.264, MPEG-4
- 駆動時間：14時間（音楽）/4時間（動画・画像）いずれもWi-FiをOFFにした場合
- 楽曲はZune Marketplaceで購入。Zune Passと呼ばれる定額制サービスも用意されている。

### Zune 80, 120
- 発売日：2007年11月13日
- サイズ：10.8 x 6.1 x 1.3 cm
- HDD：80, 120 GB
- ディスプレイ：3.2インチ液晶
- 新たな入力インターフェースとして「Zune Pad」と呼ばれるタッチセンサーがついた。
- 初代同様Wi-Fiを搭載し、新たにWi-Fiを使ってのPCとの同期が可能になった。音楽のシェアリングは3日以内という制限が変更され、3回再生すると聞けなくなる仕組みになった。

### Zune 4, 8, 16
- 発売日：2007年11月13日
- サイズ：91.5 x 41.4 x 8.5 mm
- フラッシュメモリ：4, 8, 16 GB
- ディスプレイ：1.8インチ液晶
- カラーバリエーション：ピンク・グリーン・ブラック・レッド
- 入力インターフェイス:80 GB同様Zune Padを採用

### Zune HD
2009年5月に発表、同年9月15日に米国で発売。NVIDIA Tegraプラットフォームを採用する。有機ELタッチパネルを搭載。動画配信サービスをXbox LIVE Marketplaceに統合し、別売のドッキングステーションで最高720p解像度の動画をHDMI出力可能。携帯端末としては初めてデジタルラジオのHD Radioを受信可能。競合するiPod touchと比較して3割ほど低価格に設定されたが、Zune HDの発売直前にiPod touchもラインナップを一新して同程度の価格帯になった。オーディオ再生にはウォルフソン・マイクロエレクトロニクスの超低電力ステレオCODEC「WM8352」を採用している。また、Gセンサーを導入している。Wi-Fi接続時にはWeb Browserが利用できる。

## その他
第1世代のプロモーションのためにWindows XP用の「Zune デスクトップテーマ」が無料配布されていた（公式な配布は終了）。詳しくはLunaを参照。